# Hartwig Fischer (Kunsthistoriker)

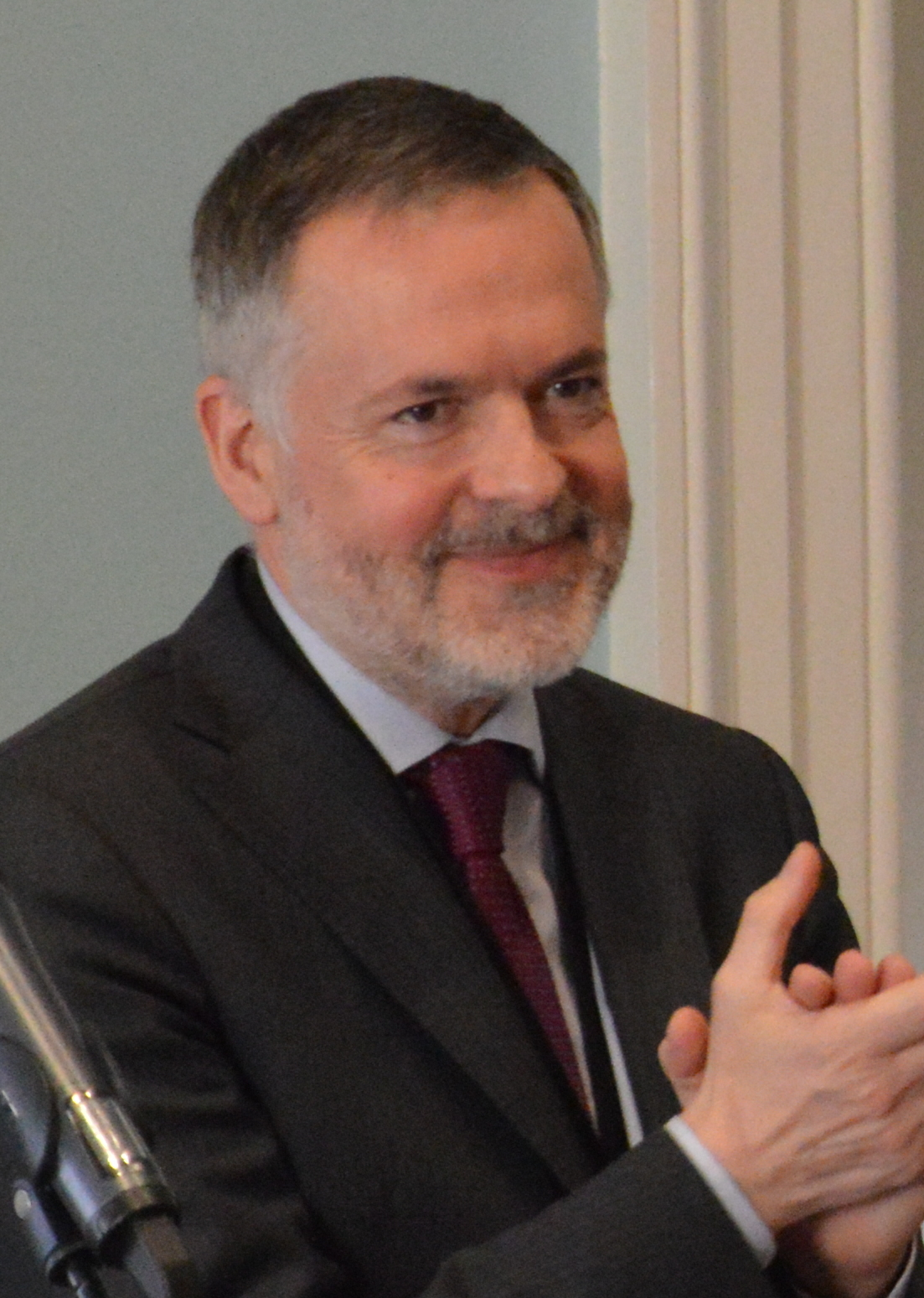
Hartwig Fischer (2016)

Hartwig Fischer (* 14. Dezember 1962 in Hamburg) ist ein deutscher Kunsthistoriker und designierter Gründungsdirektor des saudi-arabischen Museums der Weltkulturen in Riad, das 2026 eröffnet werden soll. Er war Direktor des Museum Folkwang, der Staatlichen Kunstsammlungen Dresden und von 2016 bis 2023 Direktor des British Museum in London.

## Leben
Fischer studierte Kunstgeschichte, Geschichte und Klassische Archäologie in Bonn, Paris, Rom und Berlin und promovierte 1993 an der Universität Bonn mit einer Dissertation über den Dresdner Maler Hermann Prell und die wilhelminische Umgestaltung des Palazzo Caffarelli.
Anschließend arbeitete er am Kunstmuseum Bonn und war von 1993 bis 2000 als wissenschaftlicher Mitarbeiter und Assistent der Direktion am Kunstmuseum Basel tätig. 2001 folgte er ebenda der Tätigkeit als Konservator für das 19. Jahrhundert und die Klassische Moderne (1800–1960). In dieser Zeit kuratierte er unter anderem die Ausstellungen Schwitters Arp (2004), Covering the Real (2005) und Kandinsky (2006/2007, mit Bernhard Mendes Bürgi).
Ab 2006 bekleidete Fischer das Amt des Direktors am Museum Folkwang in Essen. Unter seiner Leitung wuchs die Sammlung durch bedeutende Ankäufe und Schenkungen; während seiner Amtszeit gelang es, die Alfred Krupp von Bohlen und Halbach-Stiftung unter dem Vorsitz von Berthold Beitz für eine Gesamtfinanzierung des Neubaus zu gewinnen, der von 2006 bis 2010 nach einem Entwurf des Architekten David Chipperfield realisiert werden konnte. In dem Neubau fanden neben einer Erweiterung für die ständige Sammlung auch eine Ausstellungshalle, das Deutsche Plakat-Museum und neue Depot- und Atelierräume Platz.
Im Dezember 2011 wurde Fischer als Nachfolger von Martin Roth zum Generaldirektor der Staatlichen Kunstsammlungen Dresden bestimmt.
Die Stadt ist ihm seit seiner Kindheit vertraut, oftmals besuchte er die dortige Verwandtschaft, später recherchierte er hier für seine Dissertation und setzte sich dabei schon mit der sächsischen Kunstgeschichte auseinander.
Fischer trat sein Amt im Mai 2012 an. Während seiner Amtszeit in Dresden entwickelte Fischer die interdisziplinäre Zusammenarbeit unter den 14 Museen der Stadt, indem er privat finanziert eine von Wolfgang Scheppe kuratierte Ausstellungsserie ermöglichte, die Einrichtung einer Stiftungsprofessur für Philosophie und Kunstgeschichte an der TU Dresden veranlasste und internationale wissenschaftliche Kolloquien ans Museum holte. Er trieb die Sanierung der Gemäldegalerie Alte Meister (eröffnet 2020) und die Renovierung der Museumsräume im Schloss voran, u. a. mit Eröffnung des Georgenbaus 2015 und Münzkabinett.  Die Verhandlungen mit Egidio Marzona führten zwei Monate nach Fischers Weggang aus Dresden im Juni 2016 zu Marzonas Versprechen, das Archiv der Avantgarden mit ca. 1,2 Millionen Dokumenten den Staatlichen Kunstsammlungen Dresden zu schenken.
Im April 2016 trat Fischer die Nachfolge von Neil MacGregor als Direktor des British Museum an.
In dieser Funktion entwickelte Fischer die interdisziplinäre Zusammenarbeit unter den Sammlungsbereichen, um einen Masterplan zu erarbeiten, auf dessen Grundlage die dringende Sanierung der Museumsgebäude durchgeführt werden soll. In seiner Rolle als Direktor des British Museum unterstützte Fischer den Verbleib des griechischen Parthenon-Fries in London.
Die Sicherung des Marmorfrieses aus den Trümmern des im Befreiungskrieg explodierten Parthenon sei ein „kreativer Akt“ gewesen, der die Ausstellung in London in einer neuen, nicht ursprünglichen Umgebung rechtfertige. Diese Position wurde von der griechischen Regierung kritisiert. Am 28. Juli 2023 erklärte Fischer seine Absicht, bis zur Findung eines Nachfolgers von der Direktion des British Museum zurückzutreten. Darauf sah sich Fischer mit Vorwürfen konfrontiert, bei einer Diebstahlserie im Museum nicht angemessen auf Hinweise reagiert zu haben. Einer der Kuratoren der Antikensammlung wird beschuldigt, bis zu 2000 Objekte entwendet und verkauft zu haben.
Fischer erklärte daraufhin am 25. August 2023 seinen sofortigen Rücktritt als Direktor des Museums.
Im Juli 2024 wurde bekanntgegeben, dass Fischer als Gründungsdirektor des Saudischen Museums der Kulturen der Welt vorgesehen ist.

## Schriften (Auswahl)
- Ein Wilhelminisches Gesamtkunstwerk auf dem Kapitol. Hermann Prell und die Einrichtung des Thronsaals in der Deutschen Botschaft zu Rom 1894–1899. Mewe, Lörrach 1998, ISBN 3-9806066-1-9 (= Dissertation Universität Bonn 1993).
- mit Michael Diers, Bruno Haas, Jörg Huber, Verena Kuni und Yves Michaud: Covering the Real, Kunst und Pressebild, von Warhol bis Tillmans / Art and the press image, from Warhol to Tillmans, Ausstellungskatalog Kunstmuseum Basel, Basel 2005, ISBN 3-7204-0156-1.